# 克里斯滕·瓦德高
克里斯滕·默勒·瓦德高（丹麥語：Kristen Möller Vadgaard，1886年6月2日—1979年2月16日），丹麦男子竞技体操运动员。他曾代表丹麦获得1912年夏季奥运会体操比赛男子团体瑞典式银牌。他于1979年去世，享年92岁。